# بيل مار
ويليام مار (بالإنجليزية: William Maher) (مواليد 20 يناير 1956) هو ممثل كوميدي، ومعلق سياسي، ومقدم برامج تلفزيونية أميركي. يقدم منذ العام 2003 برنامج ريل تايم وذ بيل مار على قناة هوم بوكس أوفيس، وكان قبلها مقدم لبرنامج غير لائق سياسيا على كوميدي سنترال وهيئة الإذاعة الأميركية. ماهر معروف بهجائه السياسي، وتعليقاته الساخرة على ظواهر اجتماعية وسياسية. يستهدف عادة الدين، السياسية، البيروقراطية، اللياقة السياسية، والإعلام. مواقفه، بشكل عام، متماشية مع بقية التيار الليبرالي في الولايات المتحدة من دعمه لتشريع تدخين الماريجوانا، وزواج المثليين، القمار وغيرها، وهو عضو في منظمة بيتا الداعية لمعاملة أخلاقية للحيوانات وهو معادي للاسلام وأحد أنصار الحركة الصهيونية ومؤيد قوي لحرب الابادة التي شنتها اسرائيل على غزة منذ السابع من اكتوبر 2023 .

## سيرة
ولد بيل في مدينة نيويورك لكل من جولي بيرمان ووليام ماهر. والده كان كاثوليكياً من أصول أيرلندية بينما كانت والدته يهودية. توقفت أسرة مار عن ارتياد الكنيسة عندما بلغ الثالثة عشرة من عمره بسبب اعتراض والده على موقف الكنيسة الكاثوليكية من تحديد النسل. نشأ في ريفر فيل في نيوجيرسي. حصل على بكالوريوس الفنون في اللغة الإنجليزية والتاريخ من جامعة كورنيل في العام 1978.
بدأ مار مهنته في مجال الكوميديا الارتجالية وأيضا كممثل حيث ظهر في عدد من البرامج التلفزيونية والأفلام.

## مواقف
يصف مار نفسه بأنه ليبرتاري، ويؤمن بأن «الحكومة موجودة للقيام فقط بالأمور التي لا يمكن للأشخاص القيام بها بأنفسهم». كما دعى مار لإنشاء حزب تقدمي جديد لتمثيل ملايين الأمريكيين الذين لم يخدمهم الديمقراطيون (الحزب الديمقراطي).

## فيلموغرافيا
من أفلامه التسجيلية والسينمائية:
- D.C. Cab 1983
- Rags to Riches 1986
- Club Med 1986
- Ratboy 1986
- House II: The Second Story 1987
- Out of Time 1988
- Cannibal Women in the Avocado Jungle of Death 1989
- Pizza Man 1991
- Don't Quit Your Day Job! 1996
- Bimbo Movie Bash 1997
- EDtv 1998
- Tomcats 2001
- The Aristocrats 2005
- Swing Vote 2008
- 2008 ريليجولوس
- New Rules: Best of 2009
- Sex, Drugs & Religion 2010

## وصلات خارجية
- الموقع الرسمي
- بيل مار على موقع IMDb (الإنجليزية)
- بيل مار على موقع الموسوعة البريطانية (الإنجليزية)
- بيل مار على موقع روتن توميتوز (الإنجليزية)
- بيل مار على موقع ألو سيني (الفرنسية)
- بيل مار على موقع ميوزك برينز (الإنجليزية)
- بيل مار على موقع تيرنر كلاسيك موفيز (الإنجليزية)
- بيل مار على موقع أول موفي (الإنجليزية)
- بيل مار على موقع قاعدة بيانات برودواي على الإنترنت (الإنجليزية)
- بيل مار على موقع قاعدة بيانات الأفلام السويدية (السويدية)
- بيل مار على موقع إن إن دي بي (الإنجليزية)